# Cash For Gold
"Cash For Gold" er det andet afsnit af den 16. sæson af den amerikanske animerede tv-serie South Park, og det 225. afsnit samlet. Det forventes at den har premiere på Comedy Central den 21. marts 2012.
Cartman starter et ædelstensshow på et netværk og starter herved en meget lukrativ forretning. Stan leder efter den rigtige værdi på et smykke han har fået i gave af sin bedstefar. I mellemtiden kræver Cartmans nye lukrative forretning et ekstremt sårbart klientel.